# 塞奇亨 (加利福尼亞州)
塞奇亨（英語：Sage Hen）是位於美國加利福尼亞州拉森縣的一個非建制地區。該地的面積和人口皆未知。

## 地理
塞奇亨的座標為41°06′39″N 120°28′41″W / 41.11083°N 120.47806°W，而該地的平均海拔高度為1691米（即5548英尺）。